# Staniszcze Wielkie (gmina)
Staniszcze Wielkie (od 1 IV 1950 Kolonowskie) – dawna gmina wiejska istniejąca w latach 1945–1950 w woj. śląskim (dzisiejsze woj. opolskie). Siedzibą władz gminy były Staniszcze Wielkie.
Gmina zbiorowa Staniszcze Wielkie powstała po II wojnie światowej (1 grudnia 1945) w powiecie strzeleckim na terenie tzw. Ziem Odzyskanych (tzw. I okręg administracyjny – Śląsk Opolski), powierzonym 18 marca 1945 administracji wojewody śląskiego, a z dniem 28 czerwca 1946 przyłączonym do woj. śląskiego (śląsko-dąbrowskiego).
Według stanu z 1 stycznia 1946 gmina składała się z 4 gromad: Kolonowskie, Sporok, Staniszcze Małe i Staniszcze Wielkie oraz z części Lasów Państwowych (Nadleśnictwo Wierchlesie).
1 kwietnia 1950 gminę Staniszcze Wielkie zniesiono, a z jej obszaru utworzono nową wiejską gminę Kolonowskie z siedzibą zarządu gminnego w Kolonowskiem w tymże powiecie. Wg stanu z 1 lipca 1952 gmina Kolonowskie składała się z 4 gromad: Kolonowskie, Sporok, Staniszcze Małe i Staniszcze Wielkie.